# 青春 (近藤真彦の曲)
『青春』（せいしゅん）は、近藤真彦20作目のシングル。
1986年7月4日発売された。発売元はCBS・ソニー。

## 解説
本楽曲で近藤は、1986年大晦日に生放送の『第37回NHK紅白歌合戦』へ、6年連続6回目の出場と成った。
近藤のロゴマークMK入りの特製ペーパースリーブ仕様。
1989年3月21日CBSソニー創立20周年「Platinum Single SERIES」の一枚としてカップリングを『Baby Rose』に差し替えた8cmCDが発売。

## 収録曲
1. 青春
作詞・作曲：高橋研／編曲：チト河内
2. クリスティーナ
作詞・作曲：高橋研／編曲：高橋研・富田素弘